# Петя Ставрева
Петя Ставрева Ставрева е български политик и журналист, председател на партия „Обединени земеделци“ (от 2011 г.). Била е евродепутат от групата на ЕНП в периода 2007 – 2009 г. Владее английски и френски език.

## Биография
Петя Ставрева е родена на 29 април 1977 г. в Пловдив. Завършва специалност „Журналистика и масови комуникации“ е СУ „Св. Климент Охридски“, след което специализира по „Политически мениджмънт“ в Нов български университет. Участвала е в специализирани обучения в по политическа комуникация на „Робърт Шуман Институт“ в Будапеща, Унгария.
През 2001 г. става редактор на новинарския сайт и автор на онлайн изданието „Ядрена безопасност“. От 2002 г. е политически репортер и редактор, отговарящ за вътрешнополитическите новини, във вестник „Народно земеделско знаме“. От 2002 г. до 2005 г. е регионален координатор за България на международна организация на младите земеделски производители. През 2004 г. става председател и национален координатор на сдружение „Младежки инициативи 2004“, а от 2005 г. е председател на Управителния съвет на сдружението. През 2007 г. става заместник-председател на сдружение „Аграрен съюз“ и експерт по международни отношения във Вагоноремонтен завод „Септември-99“.
От 2018 г. е главен редактор на вестник „Народно земеделско знаме XXI век“.
Петя Ставрева умира на 6 май 2024 година.

## Политическа дейност
От 2001 г. тя завежда „Връзки с обществеността“ на Земеделския младежки съюз към БЗНС – Народен съюз. От 2004 г. е председател на областното настоятелство на Земеделския младежки съюз в София-град. През 2006 г. е избрана за член на Постоянното присъствие на БЗНС – Народен съюз, секретар по международните въпроси.
На изборите за Европейски парламент през 2007 г. е избрана от листата на ГЕРБ. В периода от 2007 до 2009 г. е евродепутат от групата на Европейската народна партия (EНП). Работи в Комисиите по земеделие и развитие на селските райони, по бюджетен контрол и по равенство на половете. През 2008 г. тя инициира създаването на Обществен съвет за граждански мониторинг върху усвояването на  средства от европейските фондове в земеделието. От 2009  г. е председател на българо-френски комитет за побратимяване.
На 26 март 2011 г. е проведен 2-и Редовен конгрес на партия „Обединени земеделци“, на който Петя Ставрева е избрана за председател на партията, като заема мястото на Анастасия Димитрова-Мозер.
През 2016 година тя е избрана за председател на сдружение „Балканска земеделска камара“. Като експерт по Обща селскостопанска политика на ЕС тя участва в международни организации и инициативи.